# إله الصدفة (رواية)
رواية إله الصدفة (Tilfældets gud) للكاتبة الدنماركية كريستين توروب صدرت عام 2011م وصدرت مترجمة ضمن سلسلة إبداعات عالمية التي يصدرها المجلس الوطني للثقافة والفنون والأداب الكويتي نهاية عام 2013م.